# Congélateur

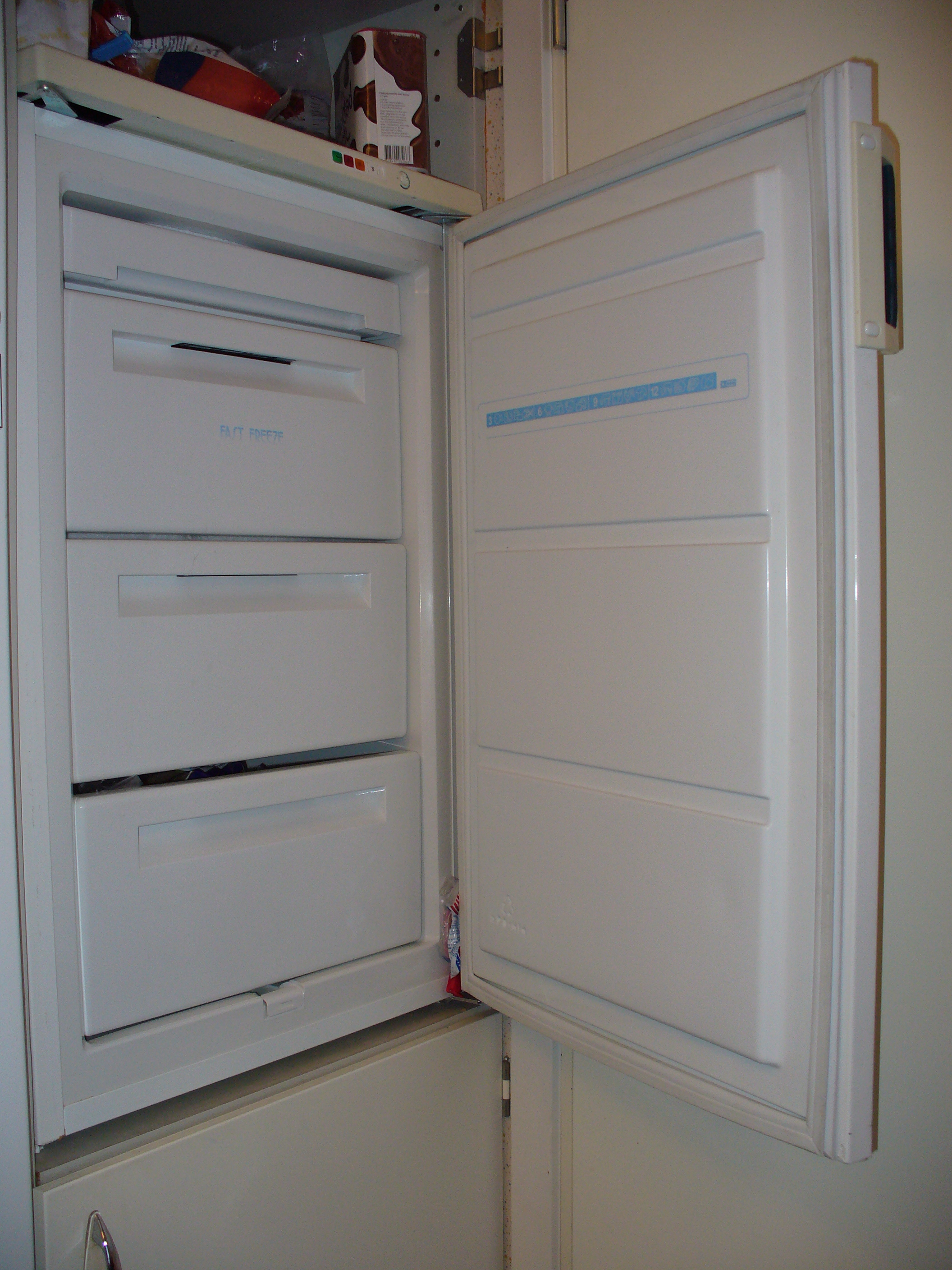
Congélateur vertical.

Un congélateur ou surgélateur est un appareil destiné à stocker durablement les aliments surgelés ou congelés en les maintenant à une température de −18 °C. On distingue les produits surgelés (refroidissement rapide pour une température à cœur de −18 °C) et les produits congelés (refroidissement plus lent pour une température à cœur de −12 °C).
D'un point de vue technique, le congélateur ressemble beaucoup au réfrigérateur dont il se distingue essentiellement par sa puissance supérieure et son isolation renforcée.

## Historique
La conservation par le froid est plutôt récente même si la technique est connue dès l'Antiquité : les Romains enveloppaient de neige et de glace les poissons du Rhin pour les transporter à Rome.

### XIXesiècle
Vers le milieu du XIXe siècle, les premières machines industrielles à réfrigérer sont mises au point. Inventeur d'origine américaine, Jacob Perkins travaille sur le sujet dans les années 1830, à Londres, et est crédité du premier brevet en la matière en 1834.
En France, Ferdinand Carré met au point le réfrigérateur à absorption en 1858 qu'il fait breveter en 1859 puis en 1860 aux États-Unis. En 1862, au Universal London Exhibition, il expose une machine produisant 200 kg de glace par heure. Il propose par la suite l'application de ses procédés à la conservation des aliments. En 1876, il équipe le navire marchand le Paraguay avec son réfrigérateur à absorption. En 1878, ce bateau transporte 80 tonnes de viande à −30 °C depuis l'Amérique latine vers la France.
En parallèle, son compatriote Charles Tellier crée sa première machine frigorifique en 1858. La même année que son concurrent, Tellier équipe le navire Frigorifique qui, parti de Rouen, rapporte de la viande à Buenos Aires en bon état de conservation après 105 jours de mer, malgré une température de stockage proche de 0 °C.
Ces deux ingénieurs français vont donner, avec leurs inventions, le coup d'envoi d'une nouvelle forme de commerce international et ouvrent la voie à la révolution de la conservation domestique des denrées alimentaires.

### XXesiècle

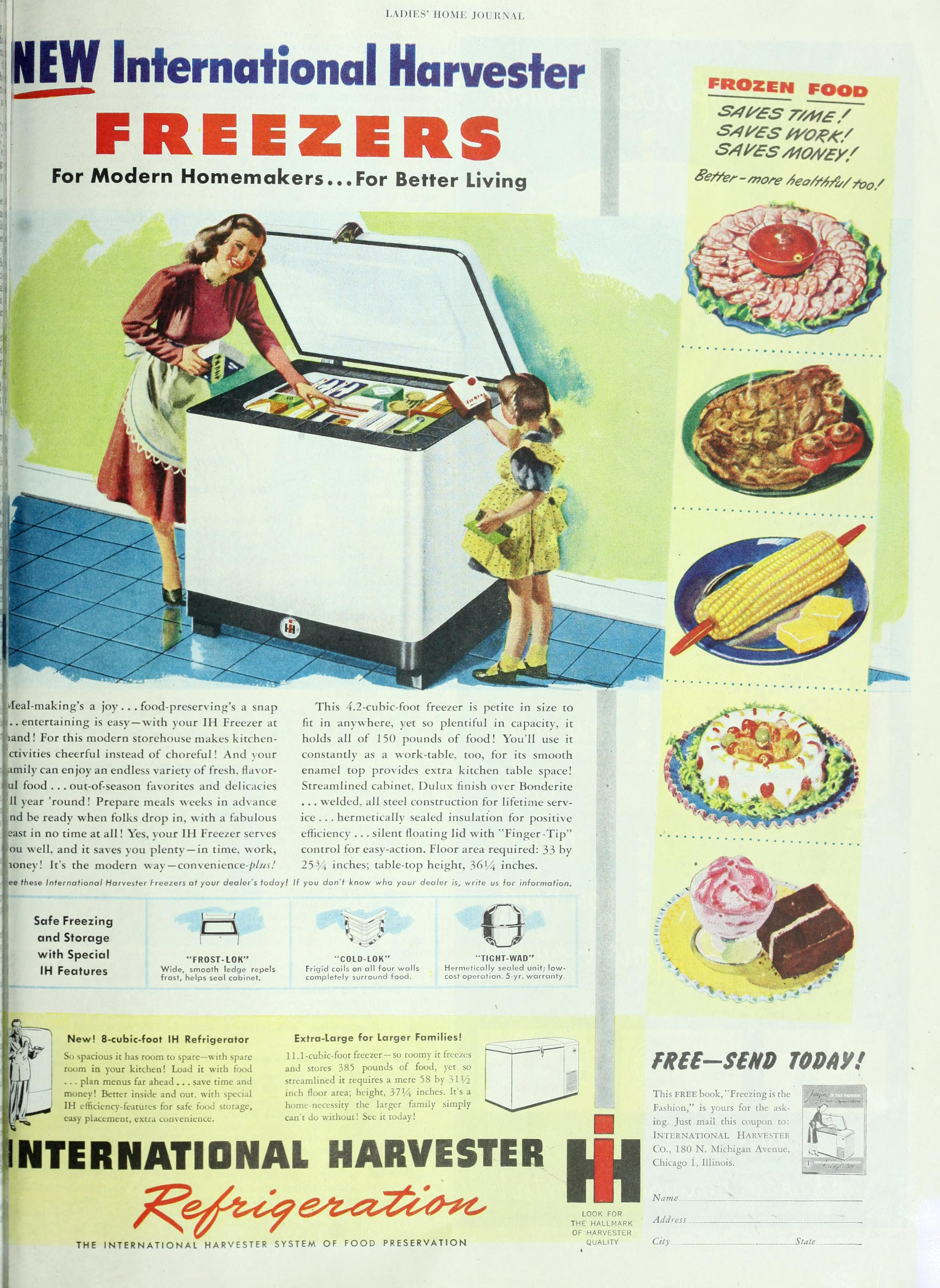
Réclame pour un congélateur dans un magazine en 1948.

En 1913, Le premier réfrigérateur domestique à électricité est fabriqué à Chicago. Les ménages américains vont rapidement l'adopter, suivi par les européens. Apparu dans les années 1930, ce n'est que trente ans plus tard que le congélateur vient compléter la gamme du froid domestique dans les ménages. D'abord dans les campagnes où il devient le compagnon indispensable du réfrigérateur, en permettant de conserver longtemps et facilement les diverses et abondantes productions familiales, permises par la révolution verte.

## Types d'appareils ménagers
Il existe quatre classes d'appareils domestiques destinés à la conservation des aliments par le froid négatif, identifiés par une série d'une à quatre étoiles, ; selon le nombre d'étoiles, les caractéristiques sont les suivantes :
1. * Une étoile : capables de maintenir une température inférieure ou égale à −6 °C et traditionnellement appelés freezer. Ils permettent de produire des glaçons et de conserver les aliments surgelés jusqu'à 48 heures ;
2. ** Deux étoiles : capables de maintenir une température inférieure ou égale à −12 °C. Ils permettent de conserver les aliments surgelés au-delà de quelques jours (quatre semaines maximum suivant la nature des produits) ;
3. *** Trois étoiles : capables de maintenir une température inférieure ou égale à −18 °C. Ils permettent de conserver les aliments plusieurs mois ;
4. **** Quatre étoiles : capables de maintenir une température inférieure ou égale à −18 °C et de produire à la demande une température inférieure ou égale à −26 °C. Cette fonction permet de congeler les aliments par un abaissement rapide de leur température en les exposant à un froid plus intense. Seuls ces modèles sont en mesure de surgeler un aliment.

La durée de conservation des aliments pour les appareils de deux à quatre étoiles varie selon la nature des aliments. Il convient donc de toujours se référer aux données fournies par le fabricant de l'appareil, pour les congélations domestiques, et aux informations figurant sur l'emballage pour les produits issus du commerce.

## Types d'appareils industriels
Pour congeler des aliments, il existe différents types de congélateurs dans les industries agroalimentaires : 
1. Congélateur à air ;
2. Congélateur de surface ;
3. Congélateur à immersion.

## Congélation et surgélation
La congélation ne doit pas être confondue avec la surgélation, procédé domestique ou industriel où le produit est exposé au froid négatif par des procédés faisant appel à des températures allant de −30 à −196 °C.
Les deux techniques étant différentes, la durée de conservation des aliments n'est pas la même, la surgélation permettant une conservation généralement deux fois plus longue.

## Pour bien congeler
Pour approcher de la qualité de la surgélation (mais pas de l'efficacité en matière de durée de conservation), l'aliment doit atteindre sa température à cœur le plus rapidement possible, de préférence en 1 heure ou moins. Ainsi, pour un congélateur ayant une capacité de congélation de 24 kg par 24 heures (soit 1 heure pour congeler 1 kg), on obtiendra une bonne qualité de congélation en ne congelant que 1 kg à chaque fois. Au-delà de 1 kg, il faudra répéter le processus toutes les heures autant de fois que cela est nécessaire.
Un paramètre à prendre en compte dans le choix d'un congélateur : privilégier également les congélateurs à froid ventilé qui permettent une meilleure congélation (en répartissant de façon homogène le froid dans l'enceinte du congélateur), évitent la formation de givre et permettent le maintien  des aliments à −18 °C pendant l'opération de dégivrage.
Pour plus d'efficacité encore, il est souhaitable de mettre la fonction congélation (interrupteur super) en marche plus d'une heure avant d'y introduire les aliments à congeler.
Note : certains produits, en particulier les légumes et certains fruits, nécessitent d'êtres blanchis avant congélation afin de détruire certaines enzymes responsables de la destruction des aliments, et dont l'activité n'est que réduite par le froid.

## Panne d'électricité
Pendant une absence prolongée (supérieure à un jour), une coupure d'électricité peut ne pas être décelable pour l'utilisateur mais pas sans conséquences pour les produits congelés ou surgelés.
Il existe, dans le commerce, un appareil à trois zones (verte-orange-rouge), appelé « chrono-thermomètre », qui indique une hausse de la température et sa durée. Cet appareil permet de vérifier tout incident dans le processus de  conservation des aliments par le froid. Il est basé sur les caractéristiques d'un liquide spécial et signale déjà des hausses là où les glaçons restent congelés, c'est-à-dire à la température critique de −12 °C.

## Décongélation
À l'exception des préparations glacées, tout produit congelé ou surgelé est destiné à être décongelé. Lors de la décongélation, l'activité des micro-organismes (bactéries) reprend rapidement et de manière très active en raison du stress subi par la congélation. La méthode de décongélation influe donc directement sur la qualité sanitaire du produit. Il est par ailleurs formellement déconseillé de recongeler un aliment : en effet, lors de la seconde décongélation le développement des micro-organismes sera encore beaucoup plus important et risque de rendre le produit dangereux à consommer.
Il existe plusieurs manières de décongeler un aliment :
- avec un four à micro-ondes : du fait de sa rapidité et de son mode de cuisson, cette méthode a l'avantage d'éviter le développement des micro-organismes mais présente le risque que le cœur soit encore congelé, alors que la surface est brulante, si le temps pour stabiliser la température du produit est trop faible par rapport à son volume ;
- dans un réfrigérateur : la lenteur de l'opération est compensée par deux avantages : une limitation du développement des micro-organismes (en restant à +4 °C) et une économie d'énergie (en introduisant un produit très froid dans le réfrigérateur, il y a réduction du temps de fonctionnement du compresseur) ;
- directement à la poêle ou à la casserole : cuire directement des aliments sortis du congélateur est possible lorsqu'ils sont de petite taille ou préparés en petits morceaux. C'est une méthode très efficace pour limiter le développement des micro-organismes ;
- à l'air libre : plus économique que l'utilisation d'un four à micro-ondes, cette méthode favorise, par sa lente remontée en température, le développement des micro-organismes. À déconseiller pour certains produits sensibles tels que les hachis de viande ;
- à proximité d'une source de chaleur (radiateur par exemple) : cette méthode, favorisant nettement le développement de micro-organismes, est à proscrire, en particulier pour les congélations sans surgélation.